# Kamiennaja Horka
Kamiennaja Horka (biał. Каменная Горка; ros. Каменная Горка, Kamiennaja Gorka) – stacja mińskiego metra położona na linii Autazawodskiej, stanowiąca północno-zachodnią stację końcową tej linii.
Otwarta została w dniu 11 lipca 2005 roku.